# 亨利·亨特利·海特
亨利·亨特利·海特（Henry Huntly Haight，1825年5月20日—1878年9月2日），美国政治家，民主党人，曾任加利福尼亚州州长（1867年-1871年）。
1868年3月23日，海特签署法案，加利福尼亚大学建立。